# Club Nautique Voile d'Aix-les-Bains
 (mai 2025).
La mise en forme du texte ne suit pas les recommandations de Wikipédia : il faut le « wikifier ».
Les points d'amélioration suivants sont les cas les plus fréquents. Le détail des points à revoir est peut-être précisé sur la page de discussion.
- Les titres sont pré-formatés par le logiciel. Ils ne sont ni en capitales, ni en gras.
- Le texte ne doit pas être écrit en capitales (les noms de famille non plus), ni en gras, ni en italique, ni en « petit »…
- Le gras n'est utilisé que pour surligner le titre de l'article dans l'introduction, une seule fois.
- L'italique est rarement utilisé : mots en langue étrangère, titres d'œuvres, noms de bateaux, etc.
- Les citations ne sont pas en italique mais en corps de texte normal. Elles sont entourées par des guillemets français : « et ».
- Les listes à puces sont à éviter, des paragraphes rédigés étant largement préférés. Les tableaux sont à réserver à la présentation de données structurées (résultats, etc.).
- Les appels de note de bas de page (petits chiffres en exposant, introduits par l'outil «  Source ») sont à placer entre la fin de phrase et le point final[comme ça].
- Les liens internes (vers d'autres articles de Wikipédia) sont à choisir avec parcimonie. Créez des liens vers des articles approfondissant le sujet. Les termes génériques sans rapport avec le sujet sont à éviter, ainsi que les répétitions de liens vers un même terme.
- Les liens externes sont à placer uniquement dans une section « Liens externes », à la fin de l'article. Ces liens sont à choisir avec parcimonie suivant les règles définies. Si un lien sert de source à l'article, son insertion dans le texte est à faire par les notes de bas de page.
- La présentation des références doit suivre les conventions bibliographiques. Il est recommandé d'utiliser les modèles {{Ouvrage}}, {{Chapitre}}, {{Article}}, {{Lien web}} et/ou {{Bibliographie}}. Le mode d'édition visuel peut mettre en forme automatiquement les références.
- Insérer une infobox (cadre d'informations à droite) n'est pas obligatoire pour parachever la mise en page.

Pour une aide détaillée, merci de consulter Aide:Wikification.
Si vous pensez que ces points ont été résolus, vous pouvez retirer ce bandeau et améliorer la mise en forme d'un autre article.
Le Club Nautique Voile d'Aix-les-Bains a été fondé en 1882. Son siège est situé à Aix-les-Bains, sur les rives du Lac du Bourget, plus grand lac naturel de France, au Grand-Port, depuis 1901. Organisateur des  « Grandes Régates Internationales » à l'aviron et à la voile de 1901 à 1939, il est devenu un club pratiquant uniquement la voile à partir de 1953, avec la fusion de sa section aviron avec celle du Rowing-Club d'Aix les Bains, dans l'Entente Nautique Aix-les-Bains Aviron (ENA). Doté d'une école de voile créée en 1952 par Louis Vellard, elle est, en 2022, la première de la région Auvergne Rhône Alpes.
Avec la présidence de Michel Frugier à partir de 1988, le CNVA devient à la fois un organisateur de régates nationales  et internationales (Championnat de France Espoir en 1994 et Championnat du monde 49er en 2006, par exemple), ainsi qu'une pépinière de champions.
Les participations olympiques de Blandine Rouillé à Athènes en 2004 et d'Emmanuel Dyen en 2008 à Pékin et 2012 à Londres sont particulièrement notables. Stéphane Dyen a été recordman du monde de vitesse à la voile en compagnie d'Alain Thébault sur l'Hydroptère. Les membres du club s'illustrent également en course au large avec les participations de Benoit Lequin, Fred Moreau et Kévin Bloch à la Transat 6,50, à la solitaire du Figaro, aux circuits Class 40, Imoca 60 ou MOD 70.
Le CNVA est en première division des clubs FFV en dériveur depuis 1995. Il remporte ce classement en 2020 et 2021. Ceci, en plus de ces bons classements en habitable et multicoque, permet au club savoyard d'être pour la première fois élu Top Club compétition par la Fédération française fin 2021.

## Histoire
La date de la fondation du Club nautique d'Aix-les-Bains (CNA), 1882, est acceptée depuis les années 1920, après que Joseph Bogey ait esquissé l'histoire des débuts du club dans une série d'articles parus dans le journal L'Avenir d'Aix-les-Bains. Pourtant, elle reste sujette à caution, en l'absence de toute déclaration officielle avant 1894. C'est à cette date que le président d'alors, Joannès Amédée Viennet et son secrétaire, Joseph Mottet, annoncent par voie de presse la fondation du club, officialisée par une déclaration préfectorale datée du 13 juillet 1894. Les débuts sont chaotiques et le club manque d'être dissous en 1898. Le succès de la régate internationale du 23 septembre 1900, organisée par des villégiateurs étrangers, le Major Henry Brevoort, membre du New-York Yacht Club, et le caricaturiste anglais Georges Trice, incite le CNA à se reconstituer sous les auspices du président Albert Marty.

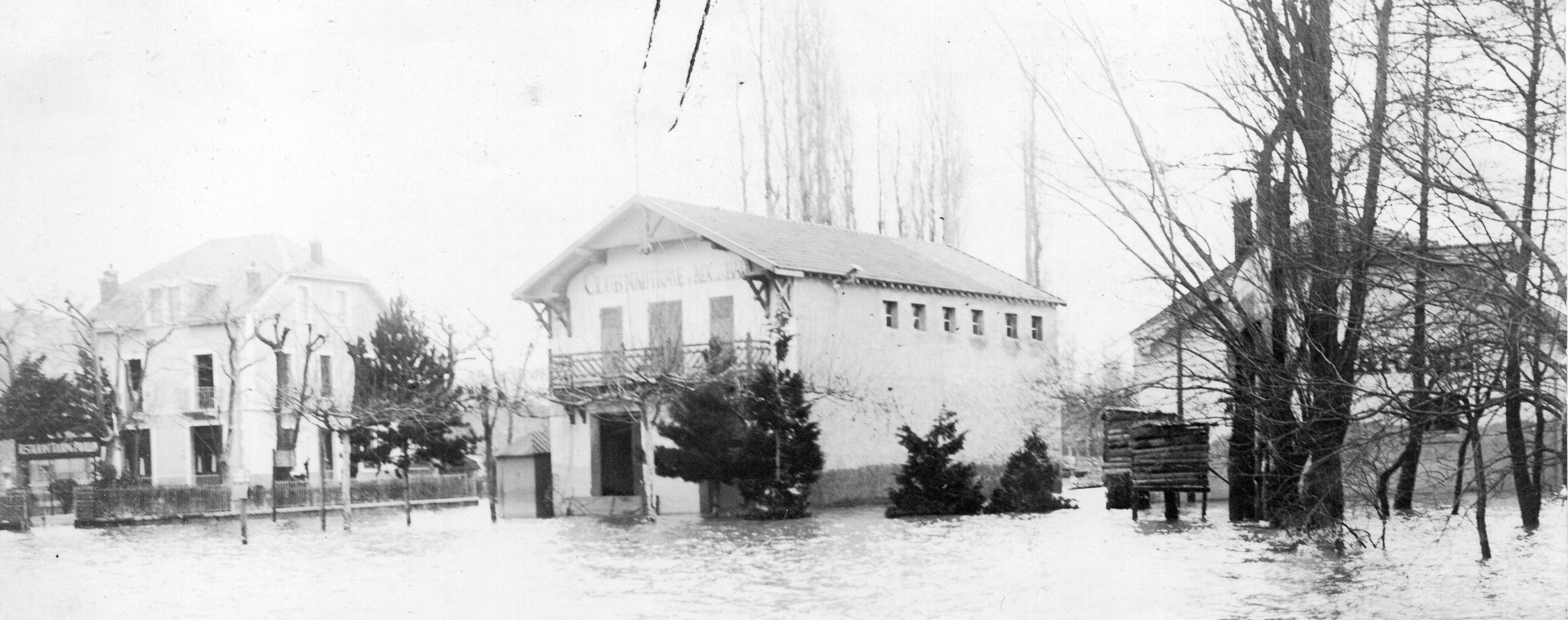
Inondation du club-house du CNA en 1910.

Un premier club-house en bois est construit au Grand Port, au lieu-dit la Fontaine. Bien que détruit par une tempête en février 1904, il est immédiatement reconstruit en maçonnerie dans les mois qui suivent au même emplacement. Cette reconstruction grève durablement les finances du club.

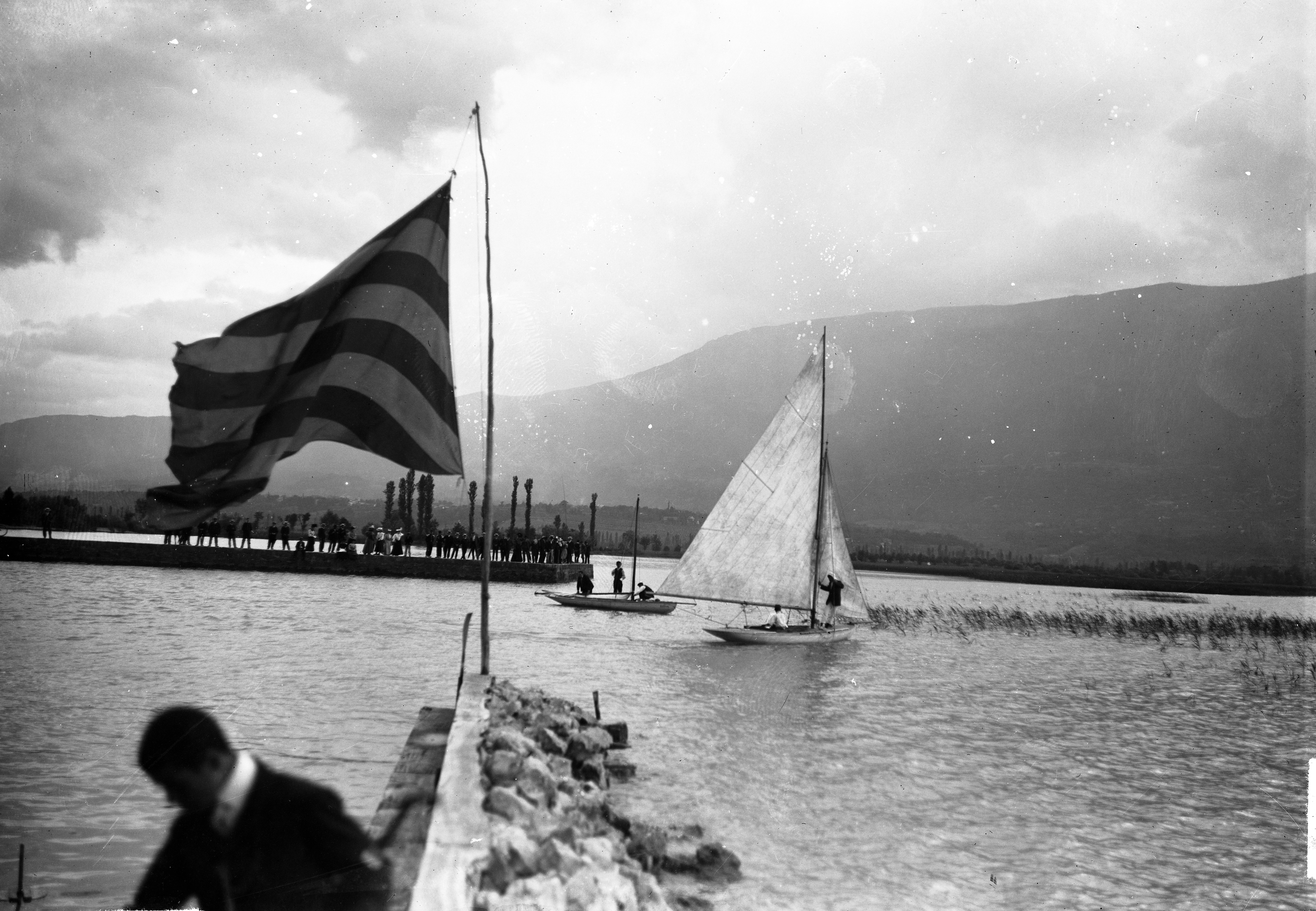
Sortie du port de Terre-Nue pour la régate du Club Nautique de Chambéry du 20 juillet 1902. Au premier plan, le 1-Tonneau l'Aiglon, au second plan le 1/2-Tonneau Radium.

Les régates d'été se développent, et la confrontation amicale avec le Club Nautique de Chambéry engendre l'achat par le CNA de voiliers de plus en plus ambitieux : le 1/2-tonneau Radium en 1902, le 1-tonneau Condor en 1903, et jusqu'au 4-tonneaux Entente Cordiale en 1906, tous achetés à Genève au chantier Trüb, et conçus pour la jauge Godinet modifiée suisse. Les régates sont dominées par Joseph Vuillermet, jusqu'à son décès en 1906, puis par le docteur Henri Forestier jusqu'au déclenchement de la Première Guerre mondiale.

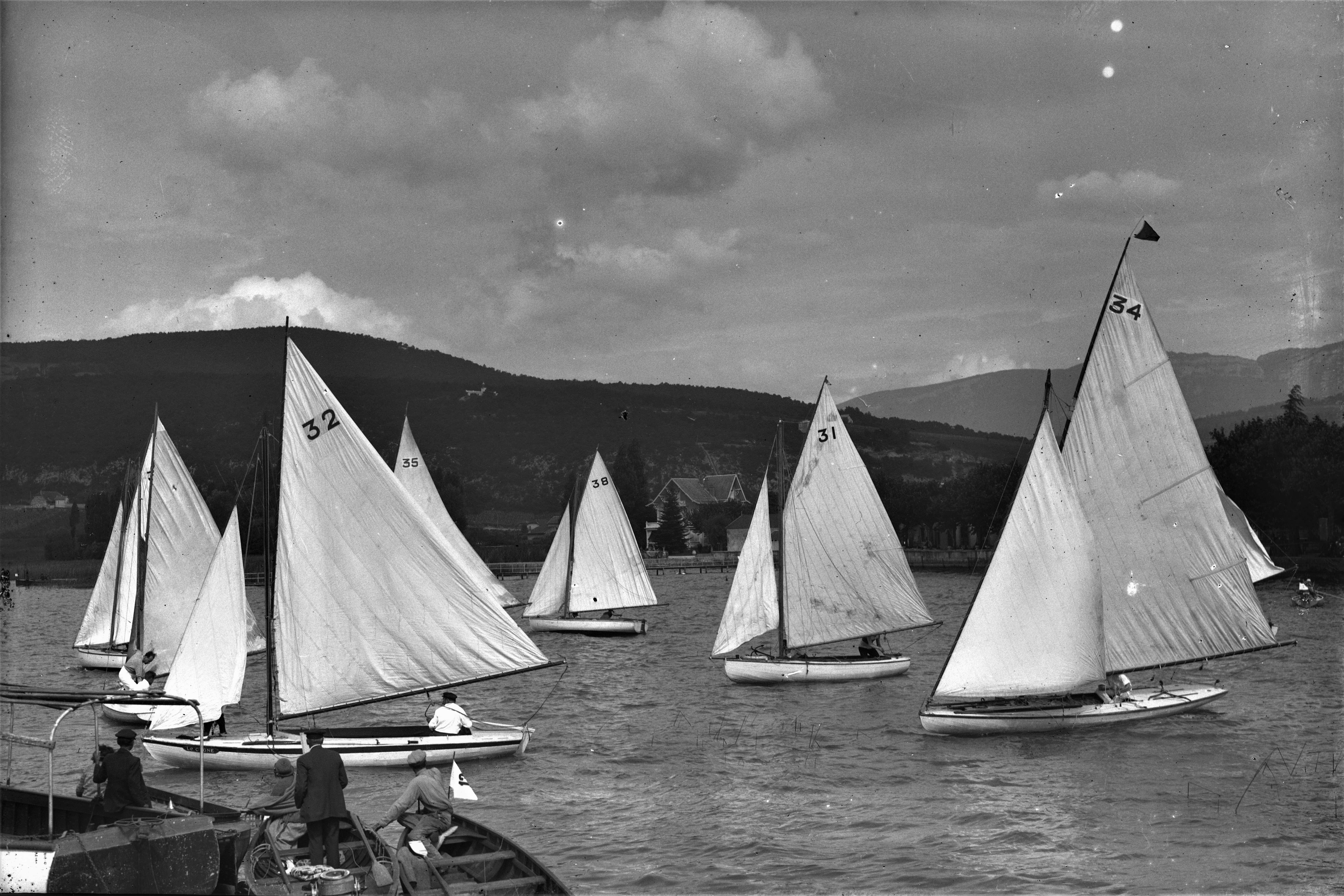
Départ de la Coupe Ashwin du 24 septembre 1924.

Celle-ci engendre un arrêt complet de l'activité, et 15 membres du club sont déclarés  « morts pour la France » . Après l'Armistice, le CNA peine à se reconstituer, et il faut attendre 1921 pour que l'activité reprenne complètement. En 1922, un dynamisme nouveau apparait, autour du choix du Monotype National comme série du club, sous l'impulsion de Roger Möellinger, président, d'Henri Forestier, vice-président de la section voile et Joseph Bogey, capitaine d'entrainement. Après l'achat par un membre d'un premier exemplaire construit par les chantiers Despujols de Meulan, le club et des particuliers font construire par des chantiers locaux 5 autres exemplaires en 1923 et 1924. Les n°36 et 38 sont envoyés à Paris pour participer aux Jeux Olympiques sur le plan d'eau des Mureaux. À partir de 1928, on retrouve les monotypes, seuls, au départ des nombreuses régates organisées. La section voile connaît cependant une relative désaffection jusqu'en 1931, avec le départ de nombreux anciens, dans un contexte de crise du thermalisme aixois. Le renouveau débute en 1932 : de nouvelles régates apparaissent, ainsi que de nombreuses courses croisières autour du lac.

Les Monotype du CNA au départ de la Coupe Vuillermet, le 14 juillet 1936.

En plus des 6 exemplaires initiaux, 5 Monotypes Nationaux sont construits en 1937, 1941 (2), 1949 et 1954. La dynamique ne se dément, pas y compris sous l'Occupation : bien que l'activité soit totalement stoppée au 1er septembre 1939. Elle recommence pratiquement normalement à partir du printemps 1941, avec une forte présence féminine. Si les voiliers sont utilisés par les chefs des Chantiers de la jeunesse et pour promener des officiers de la Kommandantur, de nombreux membres entrent en résistance, comme Louis Vellard, Roger Turrel et Jacques Vuillermet. Ce dernier est lâchement exécuté par les nazis à la veille de la libération de Chambéry, au champ de tir des Charmettes.
Après la Libération, l'activité se renforce encore avec désormais plus d'un tiers de membres féminins et des régates qui leur sont réservées. La flottille du club s'accroit avec l'apparition  de nouvelles séries, amenées par des particuliers : Stars (1938), Végas (1941), Bélougas (1947), Requins (1953), Corsaires (1955)… En 1956, le tournant de la voile légère est pris avec l'achat ou la construction par les membres des premiers Vauriens, immédiatement utilisés en compétition et en école de voile. La première régate de Ligue est organisée au club la même année. Rapidement les séries des 505, des Ponants, des Fireballs, des Optimists et des 420 se développent à leur tour.

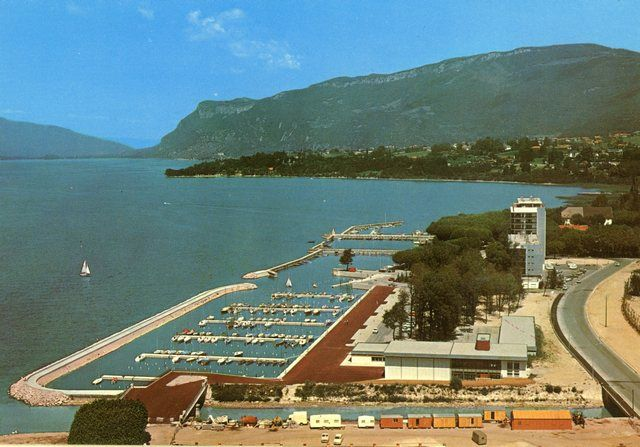
Les infrastructures du CNVA en 1971

En 1970, le CNA est chassé de ses bâtiments, dont il est pourtant propriétaire, pour laisser place à l'immeuble des Belles-Rives. Une âpre lutte s'engage alors avec la municipalité pour obtenir un relogement décent. Sous la pression de Louis Vellard, les bâtiments actuels sont construits en rive droite du Sierroz.
Si des individualités se mettent en valeur en compétition, des années 60 au milieu des années 1980, l'équipe compétition ne parvient pas à se structurer de façon pérenne. La pratique dériveur est de plus en plus concurrencée, à partir de la fin des années 1970 par la planche à voile puis le multicoque de sport.
Il faut attendre l'arrivée à la présidence de Michel Frugier en 1988, et à la commission sportive, de Gilles Dyen, pour que l'équipe compétition se développe véritablement. Le club monte également en puissance sur les organisations de régate avec les championnats de France Croiseurs en 1985, voile-modèle en 1990 et espoir dériveur en 1994. L'école de voile devient le véritable poumon financier du CNVA. Les efforts sont récompensés avec le premier titre de championne de France pour Marie-Nathalie Castel en Moth Europe espoir en 1993. Le club atteint la première division en 1995, et un pôle espoir s'ouvre en 1999. Ces progrès se traduisent par de nombreux titres et podiums en championnat d'Europe et du Monde, et trois qualifications successives aux Jeux Olympiques. Michel Frugier quitte le club en 2001 pour embrasser une carrière politique. Gilles Dyen le remplace et ils organisent le championnat du Monde de 49er, classe olympique, en 2006. Cet âge d'or se termine en 2012 avec la dernière participation de Manu Dyen aux JO. Pour autant, la politique engagée à la fin des années 1980 est poursuivie et abouti à la nomination du CNVA Top Club compétition par la FFV en 2021.

## Palmarès

### Champions de France
| Année | Membres du club                                                                                    | Série                      |
| ----- | -------------------------------------------------------------------------------------------------- | -------------------------- |
| 1985  | François Lansac / Laurent Argentier / Eric Tercier                                                 | Croiseurs A                |
| 1985  | Gilbert Cattet / Jean-Louis Cattet / Philippe Eggermont                                            | Croiseurs B                |
| 1985  | Eric Billard / Chantal, Philippe et Michel Patijaud                                                | Croiseurs R                |
| 1995  | Marie-Nathalie Castel                                                                              | Moth Europe Espoir Féminin |
| 1997  | Emmanuel Dyen / Stéphane Dyen                                                                      | 420 Masculin / Mixte       |
| 1998  | Marie-Nathalie Castel                                                                              | Moth Europe Sénior Féminin |
| 1998  | Emmanuel Dyen / Stéphane Dyen                                                                      | 420 Masculin / Mixte       |
| 1998  | Laurence Patijaud / Julie Delcroix                                                                 | 420 Féminin                |
| 2000  | Caroline Barbarin / Emmanuel Clavel                                                                | 420 Féminin                |
| 2000  | Emmanuel Dyen                                                                                      | 470                        |
| 2003  | Blandine Roullié                                                                                   | Moth Europe Sénior Féminin |
| 2004  | Blandine Roullié                                                                                   | Moth Europe Sénior Féminin |
| 2004  | Emmanuel Dyen                                                                                      | 49er                       |
| 2008  | Gilles Dyen / Bernard Genix / François Zabiolle / Vincent Carri                                    | Croiseurs R2               |
| 2009  | Christophe Bouquot / Frédéric Sarian / Jean-Michel Tercier / Nicolas Calize                        | Croiseurs R2               |
| 2013  | Laura Pébrier                                                                                      | 420 Féminin                |
| 2013  | Emmanuel Dyen                                                                                      | 49er                       |
| 2014  | Sébastien Durand / Emma Riera                                                                      | Flotte collective          |
| 2014  | Nicolas Duron / Eloi Devin                                                                         | Intersérie Dériveur Médium |
| 2014  | Emmanuel Dyen                                                                                      | 49er                       |
| 2018  | Christian Léone                                                                                    | Croiseurs L                |
| 2019  | Tanguy Rulleau / Manon Bouquot                                                                     | Intersérie Dériveur Médium |
| 2020  | Gilles Dyen / Christian Girerd / Cyrille Oribe                                                     | Corsaire                   |
| 2021  | Baptiste Courtias                                                                                  | O'pen Skiff Minime         |
| 2021  | Rémi Courivaud                                                                                     | ILCA 4 Espoir              |
| 2021  | Eric Granju                                                                                        | Corsaire                   |
| 2022  | Christian Léone                                                                                    | Croiseurs L                |
| 2022  | Christophe Chaffardon / Salomé Cadoux / William Rodriguez / Mathieu De Guibert / Florent Châtelain | Croiseurs R2               |
| 2023  | Pascal Monnet                                                                                      | Corsaire                   |
| 2024  | Christian Léone                                                                                    | Croiseurs L                |

### Classement national des coureurs

#### Habitable: classement skipper / bateau HN / Osiris
- 1986 : 1er : Nicolas Gibault - Snake Gasoil
- 2017 : 1er : Sylvain Jaillet - Vas-y Pinky !
- 2023 : 1er : Sylvain Jaillet - Vas-y Pinky !  2ème : Laurent Argentier - Kohanna
- 2024 : 1er : Sylvain Jaillet - Vas-y Pinky !

#### Toutes catégories
- 2021 : 1er : Rémi Courivaud

### Podiums Internationaux

#### Championnats d'Europe
- 1999 : Emmanuel Dyen / Stéphane Dyen : 420 Masculin / Mixte : 3ème
- 2010 : Emmanuel Dyen : 49er : 2ème
- 2013 : Laura Pébrier : 420 féminin : 1ère
- 2014 : Christophe Dyen / Jean-Jacques Poirier / Christian Girerd / Alain Lessaux : Championnat d'Europe Surprise : 1er

#### Championnats du Monde
- 1992 à 1997 : Anne Clavel : Moth Europe Féminin vétéran : 1ère
- 1997 : Anne Clavel : Moth Europe vétéran : 1ère (devant tous les masculins)
- 1998 : Laurence Patijaud / Julie Delcroix : 420 Féminin : 2ème
- 2002 : Magali Pallanca : 420 Féminin : 1ère
- 2013 : Manu Dyen : 49er : 3ème
- 2022 : Baptiste Courtias : RS Aéro 5 U 16 Masculin 1er et U16 2ème
- 2024 : Christophe Chaffardon, Pascal Monet, Gilles Dyen : Micro Racer 3ème

### Participation aux Jeux Olympiques
- 2004 : Athènes : Blandine Rouillé - Moth Europe Féminin - 11ème
- 2008 : Pékin : Manu Dyen - 49er masculin - 10ème
- 2012 : Londres : Manu Dyen - 49er masculin - 6ème

### Classement des clubs en dériveur
Source : FFV
| Anneé | 1995 | 1996 | 1997 | 1998  | 1999 | 2000 | 2001 | 2002 | 2003 | 2004 |
| Rang  | 9    | 5    | 7    | 4     | 6    | 4    | 7    | 10   | 8    | 9    |
| Anneé | 2005 | 2006 | 2007 | 2008  | 2009 | 2010 | 2011 | 2012 | 2013 | 2014 |
| Rang  | 11   | 11   | 19   | 21(1) | 17   | 14   | 4    | 5    | 5    | 12   |
| Anneé | 2015 | 2016 | 2017 | 2018  | 2019 | 2020 | 2021 | 2022 | 2023 | 2024 |
| Rang  | 15   | 9    | 13   | 7     | 12   | 1(2) | 1(2) | 2    | 3    | 3    |
| ----- | ---- | ---- | ---- | ----- | ---- | ---- | ---- | ---- | ---- | ---- |

Notes :
1 : 2ème division
2 : Classements tronqués pour cause de CoViD19

### Classement des clubs dans les autres séries
Le CNVA a été classé en première division en quillard de sport en 2013, à la 7ème place. En habitable, le club a atteint brièvement la première division en 2015, à la 20ème place, avant d'être classé 6ème en  2020, 4ème en 2021, 6ème en 2022, 3ème en 2023 et 3èmeen 2024. En multicoque de sport, le club émarge à la 10ème place en 2020 et à la 8ème place en 2021. Enfin en windsurf, le club rentre brièvement en première division en 2020, à la 20ème place.

## Régates

### Locales et régionales
La Coupe Colman (1903-1909) a été offerte par Russel Colman en 1902. Elle a été remportée par le CNA qui la gagna à 5 reprises. Remise en jeu sous la dénomination « Coupe Vuillermet » réservée aux Monotypes Nationaux, elle a été courue de 1923 à la fin des années 1950. En 1939, elle était le support du Prix du Yacht Club de France, offert au club en reconnaissance de son développement,.

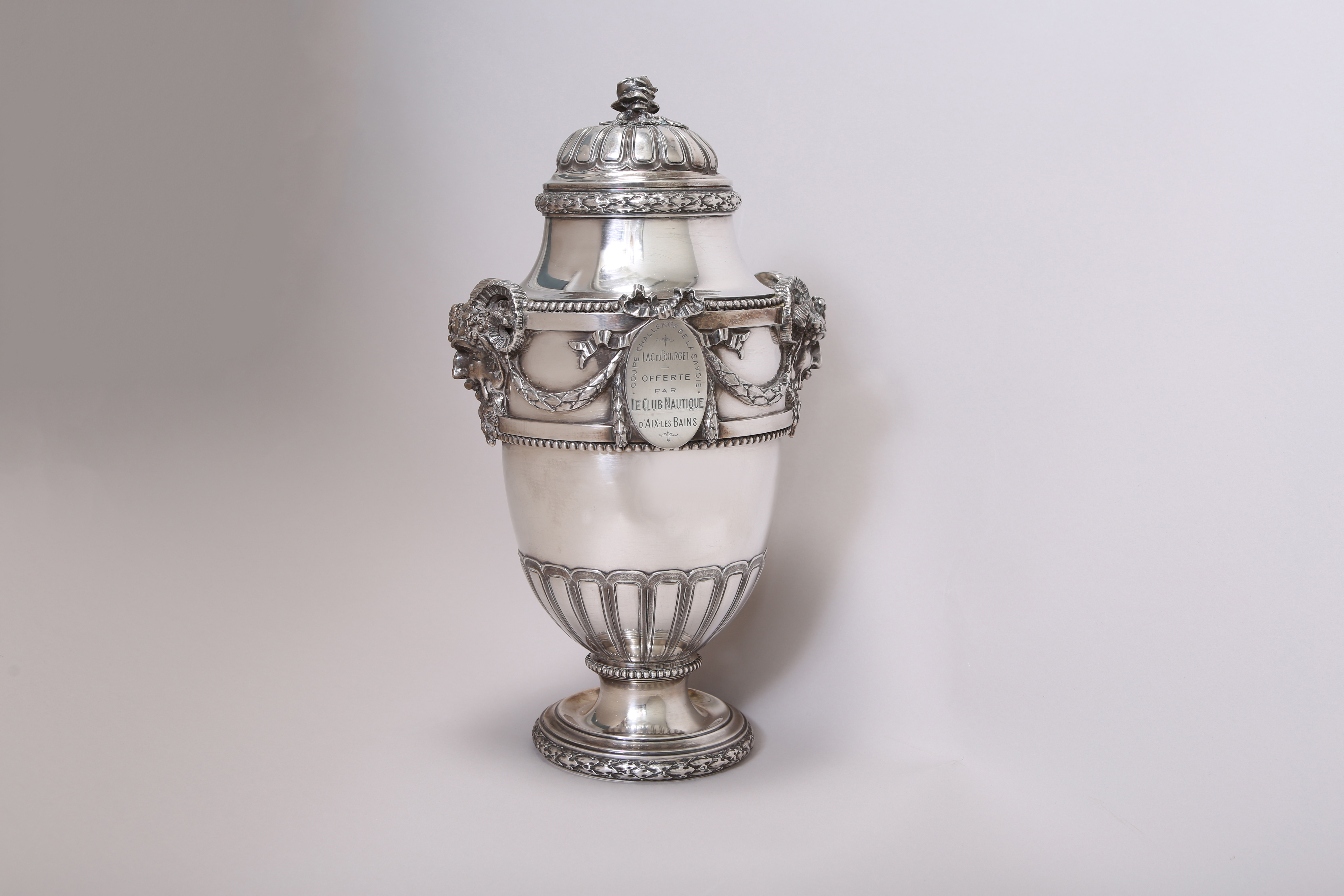
Challenge Decazes, Trophée du lac

Le Challenge Decazes prenait le relais de 1910 à 1913. Offert par Louis Decaze de Glucksberg, il fut remporté à 3 reprises par Jacques Forestier sur Pam. Rebaptisé Trophée du lac et de la Savoie en 1920 il fut à nouveau acquis au CNA en 1929 après 5 victoires de membres du club,.
La Coupe Ashwin se courra de 1919 à 1933. Offerte par un armateur de Liverpool, elle fut remportée définitivement par le Monotype National Kop-a-biz, vainqueur en 1924, 28 et 33.
La Coupe Lafriture, offerte en 1925 par un Monsieur Perchot, démarra sous la forme d'une course croisière avec escales et banquets, consistant en un tour du lac. À partir de 1930, elle se terminait de nuit. Après une parenthèse de 1939 à 1947, elle réapparaissait sous le nom de Tour du Lac en 1948, puis Tour du lac de nuit en 1954. En 1957, la coupe Lafriture était à nouveau organisée sous la forme d'une course-croisière festive de jour, tandis que le tour du Lac de nuit était toujours courue, mais prenait le nom de régate des Noctambules en 1972. Elle se tient encore sous cette forme le dernier week-end du mois d'août,.
La Coupe Costa de Beauregard se couru de 1926 à 1954. Offerte par Olivier Costa de Beauregard. Elle avait pour but de voir s'affronter des équipages des 3 lacs alpins, Bourget, Annecy, Léman. Remportée par la Société Nautique du Léman Français en 1929, et en l'absence d'un club annécien, elle fut remise en jeu sous le nom de coupe des lacs français en 1929 entre le CNA et la SNLF. En 1941, elle redevint la coupe des 3 lacs avec l'accueil du Club de Voile du Lac d'Annecy (CVLA). Enfin, elle prit le curieux nom de Coupe des 4 lacs avec l'accueil de la Société Nautique de Genève,.
Dans les années 30, de nombreuses régates ont été créées successivement. La Coupe Pépé a été offerte en 1931 par Pierre Péquoi, ancien trésorier et « président d'honneur actif à vie », et était réservée aux Monotypes Nationaux. La Coupe Cintra fut offerte par M. Charles, patron du cabaret éponyme. Elle se couru de 1934 à 1944. La Coupe Charles Gaudin était offerte en 1935 par Mme Crochon en souvenir de son filleul, disparu en montagne. La Coupe Marie-Antoinette Germain fut offerte par les parents de la jeune fille, ardente navigatrice de 19 ans décédée accidentellement sur le lac le 18 juillet 1938. Elle s'est courue de 1939 à 1964 puis a été reprise en 2022 pour entretenir le souvenir de la jeune fille.
Après guerre, une coupe a été créée en 1949 en la mémoire de Joseph Bogey. Entré au club en 1907, il en a été le capitaine d'entrainement de 1924 à 1937. Élu vice-président à cette date, il devenait président de la section voile en 1939. Promoteur de la scission avec la section aviron débutée en 1946, il prenait la présidence du CNA à cette date. Il mourait en fonction le 3 novembre 1948. Cette régate s'est déroulée jusqu'en 1964
Chaque année, le CNVA organise une régate de Ligue dériveur. La « première journée officielle de régate placée sous le patronage de la Ligue du Rhône » apparaissait en 1956. En 1961 et 62, elle était nommée coupe Millot Partner. Elle est organisée depuis une dizaine d'années le premier week-end de novembre.
La Course croisière romantique a été créée en 1965 et perdure de nos jours. Jusqu'au début des années 2000, cette régate de Ligue habitable d'un week-end comprenait une escale à Châtillon ou Conjux . Elle compta jusqu'à 60 participants en 1980. Elle se courre invariablement mi-septembre. Elle constitue, avec le Lac d'Argent organisé le week-end précédent par la Société des Régates à Voile d'Annecy, le Challenge des Deux Lacs.

### Nationales et Internationales
Le CNVA a organisé depuis une quarantaine d'années de nombreux championnats nationaux et internationaux. En 1985, 2015 et 2022, le championnat de France croiseurs légers ; En 1990, le championnat de France Voile Modèle ; En 2013, 2014 et 2016, le championnat de France dériveurs et quillards de sport. En 2012, le club organise le championnat européen L'Équipe. En 2006, c'est le championnat du monde de 49er qui a été organisé avec succès.

## Séries

### Anciennes
- Monotype National (1922 - 1988)
- Star (1938 - nos jours)
- Véga (1941 - 1992)
- Bélouga (1947 - années 60)
- Vaurien (1956 - années 70)
- 420 (1966 - 2021)
- L'Equipe (1989-2015)
- Moth Europe (1997-20..)
- Tropic A' GTI (1989-20..)

### Actuelles
- Optimist
- RS Féva
- ILCA 4 et ILCA 6
- Skeeta
- 29er
- Class A
- Micro
- Corsaire
- Surprise
- Platu (Bénéteau 25)

## Liste des présidents
| 1882 ?    | Joseph Vuillermet ?                                                             |
| 1894-96   | Joannès Amédée Viennet                                                          |
| 1897      | Baron Marc-André de Buttet d'Entremont                                          |
| 1901-07   | Albert Marty                                                                    |
| 1908      | Henri Forestier, élu, démissionne au bout d'une semaine. Jules Pin fait office. |
| 1909-11   | Jules Pin (Ainé)                                                                |
| 1912-22   | Léon Jacquier                                                                   |
| 1923      | Charles Collombert                                                              |
| 1924-46   | Roger Moëllinger                                                                |
| 1947-48   | Joseph Bogey                                                                    |
| 1948-57   | René Brunner                                                                    |
| 1958-59   | Marcel Girod                                                                    |
| 1960-61   | Robert Philippe                                                                 |
| 1962-71   | Albert Greffioz                                                                 |
| 1971-72   | Louis Vellard                                                                   |
| 1972-74   | Jean Bouvier                                                                    |
| 1975-82   | René Bentéjac                                                                   |
| 1983-85   | Guy Dyen                                                                        |
| 1986      | Georges Daviet                                                                  |
| 1987      | Norbert Honecker                                                                |
| 1988-2001 | Michel Frugier                                                                  |
| 2001-08   | Gilles Dyen                                                                     |
| 2009-11   | Jean Pébrier                                                                    |
| 2012-19   | Sylvain Jaillet                                                                 |
| 2020-...  | Christophe Chaffardon                                                           |